# Intercanvi de poblacions entre Grècia i Turquia

Expansió territorials de Grècia en contra de l'Imperi Otomà i Turquia, entre 1832 i 1947

L'intercanvi de poblacions entre Grècia i Turquia va ser el primer intercanvi de poblacions a gran escala o expulsió d'acord mutu del segle xx. Es tractava d'uns dos milions de persones, la majoria d'ells convertits en refugiats per la força i de iure desnaturalitzats dels seus països d'origen. El "Conveni d'intercanvi de poblacions grega i turca", va ser signat a Lausana, Suïssa, el 30 de gener de 1923, pels governs de Grècia i Turquia. L'intercanvi va tenir lloc entre els ciutadans turcs de religió ortodoxa grega establerts en territori de Turquia, i dels ciutadans grecs de religió musulmana establerts en territori de Grècia. Els dirigents de Grècia i Turquia van veure l'homogeneïtzació ètnica resultant dels seus respectius estats com a positiva i estabilitzadora, per ajudar a enfortir la naturalesa d'estat nació de tots dos estats.

## Desplaçaments
La majoria dels grecs que vivien en Turquia ja havien estat expulsats quan es va signar l'acord i només en quedaven per marxar uns 400.000. A Grècia, l'intercanvi es va considerar part dels esdeveniments anomenats la Catàstrofe de l'Àsia Menor (en grec: Μικρασιατική καταστροφή). Ja s'havien produït desplaçament de refugiats i moviments importants de població arran de les Guerres Balcàniques, la Primera Guerra Mundial, i la Guerra greco-turca (1919-1922). Aquests intercanvis incloïen l'expulsió de prop de 500.000 turcs de Grècia i les seves illes, i al voltant d'1.500.000 grecs d'Àsia Menor, Anatòlia Oriental i Tràcia.
El conveni afectava les poblacions de la manera següent: gairebé tots els cristians ortodoxos grecs de l'Àsia Menor, incloent-hi una població de parla turca però de religió ortodoxa grega de l'Anatòlia Central (Karamanlides), la regió de l'Egeu (per exemple, Esmirna, Aivali), la Regió de la Mar Negra (per exemple, Trebisonda, Samsun), Prusa (Bursa), la regió de Bitínia (per exemple, Nicomèdia (Izmit), Calcedònia (Kadıköy), Tràcia oriental i altres regions van ser expulsats o formalment desnaturalitzats del territori turc. Aquests, al voltant de mig milió, es van sumar als més d'un milió de grecs ja expulsats per l'exèrcit turc abans de la signatura del tractat. Unes 500.000 persones van ser expulsades de Grècia, la majoria turcs, i altres, inclosos els musulmans grecs, musulmans gitanos, pomacs, els txams albanesos i els romanesos meglenorrumans.

## Conseqüències
Els turcs i altres musulmans de la Tràcia occidental van ser exclosos d'aquesta transferència, així com els grecs d'Istanbul i les illes de l'Egeu d'Imbros (Gökçeada) i Tenedos (Bozcaada). A causa de les mesures punitives dutes a terme per la República de Turquia, com la llei parlamentària de 1932 que prohibia els ciutadans grecs a Turquia exercir una sèrie de 30 professions i oficis, des de sastre i fuster a la medicina, el dret, i béns arrels, la població grega d'Istanbul va començar a declinar, com ho demostren les estadístiques demogràfiques. A més, incidents violents com el pogrom d'Istanbul (1955) dirigits contra la comunitat ètnica grega han accelerat l'emigració dels grecs, i la reducció de la minoria grega de 200.000 el 1924 a poc més de 2.500 el 2006. En contrast, la comunitat musulmana de Grècia ha augmentat de mida en més de 100.000 persones des de la signatura del Tractat de Lausana, i Grècia és a més la receptora de desenes de milers d'immigrants musulmans.
El perfil de la població de Creta es va modificar significativament també. Molts dels habitants musulmans de l'illa de Creta, tant si parlaven grec com turc, van acabar a la costa de Turquia, Síria, Líban i Egipte. Per altra banda, els grecs d'Àsia Menor, principalment d'Esmirna, van arribar a Creta, portant amb ells els seus dialectes, costums i gastronomia.